# Chiesa dei Santi Cosma e Damiano (Marmentino)
La chiesa arcipretale dei Santi Cosma e Damiano è la parrocchiale di Marmentino, in provincia e diocesi di Brescia; fa parte della zona pastorale dell'Alta Val Trompia.

## Storia

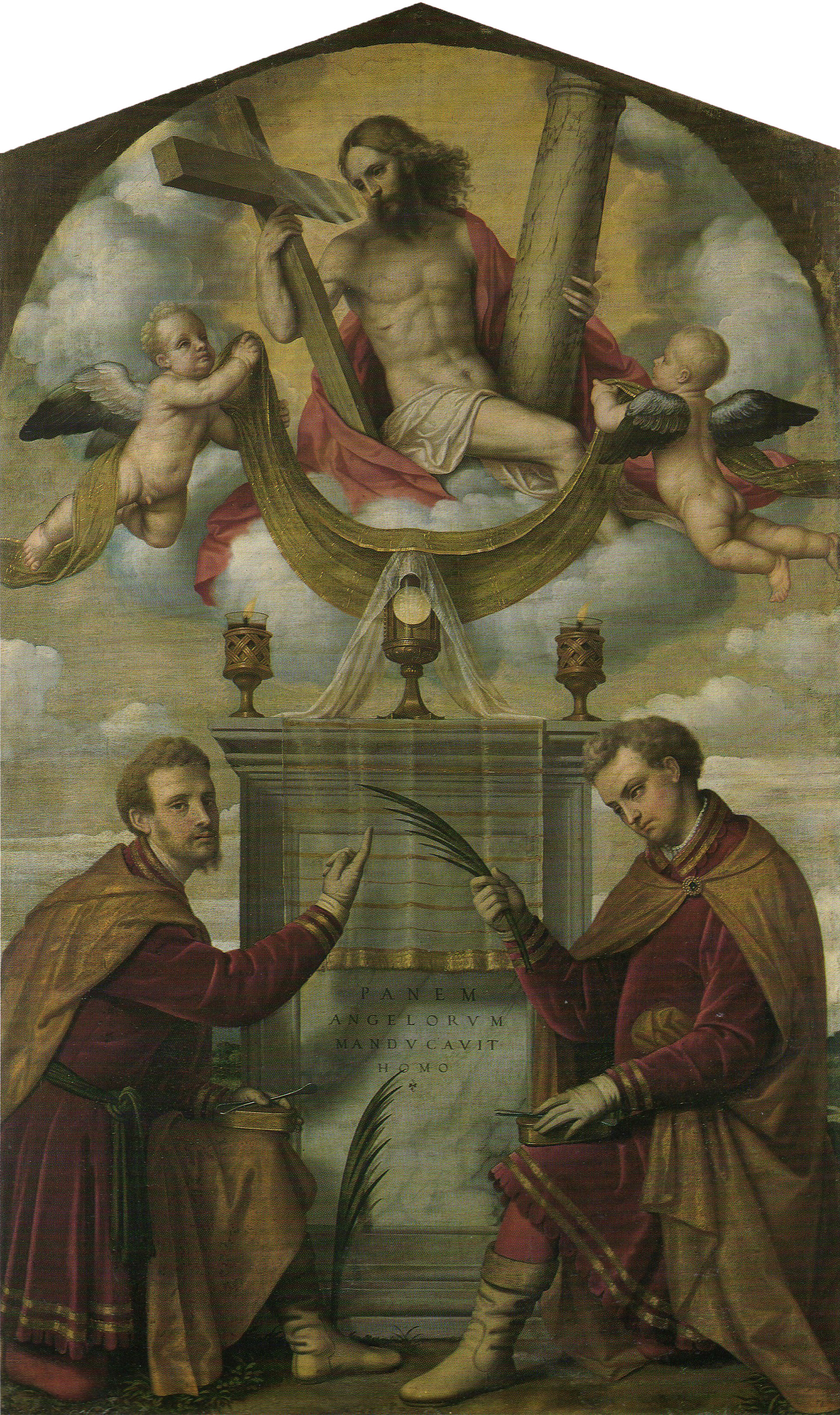
Moretto, Cristo eucaristico con i santi Cosma e Damiano, 1540 circa

Il nucleo originario della chiesa è stato costruito nel XII secolo e di questa fase rimane il campanile, sopraelevato in epoche successive.
La chiesa viene ampliata nel Quattrocento, costruendo il portico laterale esterno ancora esistente, mentre nel Cinquecento si arricchisce di opere d'arte per mano di artisti quali il Moretto e Bagnadore.
Ricostruita nell'intervento del 1911, che ha modificato la copertura, la facciata e parte dell'assetto interno pur conservando quasi tutte le opere presenti nella chiesa originale.

## Opere

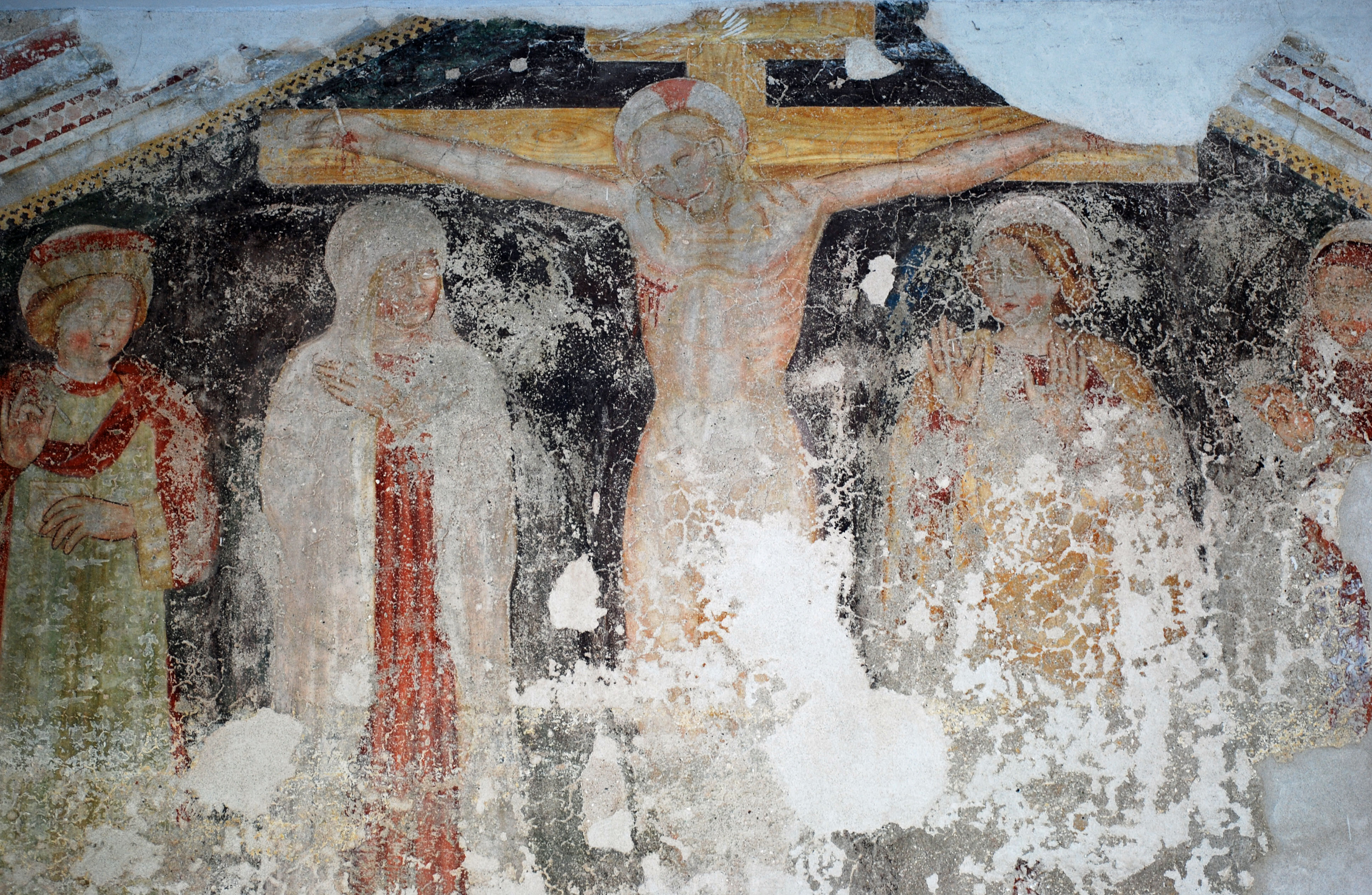
Marmentino, affresco sotto il porticato della chiesa SS. Cosma e Damiano.

Nella chiesa sono conservate importanti opere d'arte, fra le quali spicca, all'altare maggiore, il Cristo eucaristico con i santi Cosma e Damiano del Moretto risalente al 1540 circa. A un altare laterale si trova invece un Sant'Antonio Abate di impronta morettesca, ma non autografo e solamente un riadattamento del Sant'Antonio Abate conservato nel santuario della Madonna della Neve di Auro. Il quadro di S. Antonio Abate è stato attribuito al Moretto dopo il restauro realizzato alcuni anni fa. Il dato si può trovare sul un volume dell'arte in Alta Val Trompia.
In controfacciata è posizionato un organo ottocentesco di Egidio Sgritta, ampliato nel 1910 da Vittorio Facchetti.
Sotto il portico esterno quattrocentesco è invece visibile un affresco cinquecentesco della scuola di Floriano Ferramola.